# Chryseutria
Chryseutria is een vliegengeslacht uit de familie van de roofvliegen (Asilidae).

## Soorten
- C. amphibola Clements, 1985
- C. nigrina Hardy, 1928